# Амсдорф, Николаус
Николаус Амсдорф (нем. Nicolaus von Amsdorf; 3 декабря 1483, Торгау — 14 мая 1565, Эйзенах) — ближайший друг и сотрудник Мартина Лютера, лютеранский теолог и епископ, лидер партии гнесиолютеран.

## Биография
Происходя из древнего рода и состоя со стороны матери в родстве с Штаупицем, он рано был предназначен к духовному званию. Поступив в 1502 году в Виттенбергский университет, он уже в 1504 году магистр, в 1507 бакалавр, в 1511 лиценциат богословия. Ещё до обнародования Лютером его тезисов, Амсдорф подружился с ним, сопровождал его в 1519 в Лейпциг, в 1521 в Вормс и был посвящён в план похищения Лютера в Вартбургский замок (Тюрингия), где помогал Лютеру в переводе Ветхого Завета на немецкий.
В 1524 году в качестве суперинтендента и проповедника распространил идеи Реформации в Магдебурге (церковь Св. Ульриха), точно так же в 1528 г. в Гослар, в 1534 в Айнбеке, в 1539 в Мейсене и Шмалькальдене
20 янв. 1542 г. он был посвящён Лютером в сан епископа Наумбург-Цайцского, но уже в 1546 г. во время Шмалькальденской войны был изгнан оттуда. Суровый, нетерпимый, прекрасный диалектик, он ещё при жизни Лютера всеми силами препятствовал соглашению с противниками; так, напр., в Шмалькальдене (1530), в Вормсе (1540), в Регенсбурге (1541).
По смерти Лютера Амсдорф стал во главе строго-лютеранской партии; изгнанный из Наумбурга, он в течение двух лет жил в Веймаре и работал над основанием строго-лютеранского университета в Иене, который должен был служить противовесом Виттенбергскому университету как центру Меланхтоновой партии. Сильная оппозиция против интерима (1548) заставила его отправиться в Магдебург, где он вместе с Флацием стал во главе лютеранской ортодоксальной партии.
С 1552 года, после взятия Магдебурга, Амсдорф нашёл приют в Эйзенахе, без определённой должности, но как высший советник во всех вопросах, касающихся церкви в эрнестинских владениях. На Вормсском диспуте 1557 года Амсдорф добился полного отделения строго-лютеранской партии, но остался тем не менее лично неприкосновенен, тогда как приверженцы Флация в 1561 г. были изгнаны.
Умер 14 мая 1565 года в Эйзенахе и был погребён там же в городской церкви, причём ему оказаны были епископские почести.

## Теология
По своим убеждениям являлся сторонником гнесио-лютеранской партии в противовес филиппистам. Полагал, что добрые дела могут даже вредить спасению, так как из-за них человек начинает гордиться. Этот пункт являлся антитезой утверждения его оппонента Георга Майора о том, что мы спасаемся благодаря добрым делам (синергизм). Впоследствии крайности обоих оппонентов были сглажены в Формуле Согласия (1577)